# Джайлс (округ, Теннесси)
Округ Джайлс (англ. Giles County) располагается в штате Теннесси, США. Официально образован 14 ноября 1809 года. По состоянию на 2010 год, численность населения составляла 29 485 человек.

## География
По данным Бюро переписи США, общая площадь округа равняется 1582,492 км2, из которых 1582,492 км2 — суша, и 0,200 км2, или 0,040 % — это водоёмы.

## Население
По данным переписи населения 2000 года в округе проживает 29 447 жителей в составе 11 713 домашних хозяйств и 8363 семьи. Плотность населения составляет 19,00 человек на км2. На территории округа насчитывается 13 113 жилых строений, при плотности застройки около 8,00-ти строений на км2. Расовый состав населения: белые — 86,44 %, афроамериканцы — 11,80 %, коренные американцы (индейцы) — 0,30 %, азиаты — 0,35 %, гавайцы — 0,01 %, представители других рас — 0,21 %, представители двух или более рас — 0,89 %. Испаноязычные составляли 0,90 % населения независимо от расы.
В составе 31,40 % из общего числа домашних хозяйств проживают дети в возрасте до 18 лет, 55,80 % домашних хозяйств представляют собой супружеские пары, проживающие вместе, 11,90 % домашних хозяйств представляют собой одиноких женщин без супруга, 28,60 % домашних хозяйств не имеют отношения к семьям, 25,70 % домашних хозяйств состоят из одного человека, 11,20 % домашних хозяйств состоят из престарелых (65 лет и старше), проживающих в одиночестве. Средний размер домашнего хозяйства составляет 2,47 человека, и средний размер семьи — 2,96 человека.
Возрастной состав округа: 24,50 % — моложе 18 лет, 8,30 % — от 18 до 24, 27,90 % — от 25 до 44, 24,80 % — от 45 до 64, и 24,80 % — от 65 и старше. Средний возраст жителя округа — 38 лет. На каждые 100 женщин приходится 94,40 мужчин. На каждые 100 женщин старше 18 лет приходится 91,20 мужчин.
Средний доход на домохозяйство в округе составлял 34 824 USD, на семью — 41 714 USD. Среднестатистический заработок мужчины был 31 221 USD против 22 221 USD для женщины. Доход на душу населения составлял 17 543 USD. Около 9,00 % семей и 11,70 % общего населения находились ниже черты бедности, в том числе — 14,50 % молодежи (тех, кому ещё не исполнилось 18 лет) и 14,80 % тех, кому было уже больше 65 лет.